# Live at Altromondo
Live At Altromondo è una compilation mixata di Gigi D'Agostino, pubblicata nel 2003. L'album è il primo di una doppia serie di registrazioni del live alla discoteca Altromondo di Rimini.

## Tracce
1. Gigi D'Agostino (Gigi D'Agostino) - 1:52
2. On The Radio (Jay-Jay Johanson) - 3:51
3. Troppo (Gigi D'Agostino) - 4:41
4. I'm Not Ashamed (Naommon) - 3:52
5. Fomento (Gigi D'Agostino) - 3:00
6. Digital Dream (De/Vision) - 3:54
7. Bla Bla Bla (Blando Remix) (Gigi D'Agostino) - 3:58
8. Gigi's Way (Gigi D'Agostino) - 2:08
9. Movimento (Noise Maker) - 3:47
10. Noi Adesso E Poi (Gigi D'Agostino) - 5:14
11. Hymn (Gigi D'Agostino) - 5:25
12. Taurus (Gigi D'Agostino) - 3:12
13. Amorelettronico (Gigi D'Agostino) - 3:15
14. Forrest Gump Suite (Gianfranco Bortolotti & Gigi D'Agostino) - 5:07
15. Egiziano (Gigi D'Agostino) - 1:59
16. Drifting Sideways (De/Vision)- 2:45
17. Clocks (Egiziano) - 4:05
18. Sonatina (Gigi D'Agostino) - 2:57
19. Fastidio (Gigi D'Agostino) - 2:15
20. Caffè (Gigi D'Agostino) - 2:38
21. Tecno Fes (Gigi D'Agostino) - 3:27